# Amaury de Merode (1902-1980)
Prins Amaury Werner Ghislain François de Merode (Everberg, 3 oktober 1902 - Leuven, 17 mei 1980) was een Belgisch edelman en hofdignitaris.

## Biografie

### Familie
Prins Amaury de Merode was een telg uit het geslacht de Merode. Hij was een zoon van prins Jean de Merode, Grootmaarschalk van het Hof, en Marie-Louise de Bauffremont-Courtenay. Hij was een achterkleinzoon van graaf Werner de Merode, een achterkleinneef van graaf Félix de Merode en graaf Frédéric de Merode, een kleinzoon van graaf Louis de Merode, een neef van graaf Werner de Merode en een oom van prins Alexandre de Merode.
Hij trouwde in 1926 in Le Rœulx - toen nog graaf de Merode - met prinses Marie-Claire de Croÿ-Roeulx (1907-2000), dochter van prins Auguste-Étienne de Croÿ-Roeulx, ambassadeur. Ze kregen een zoon en twee dochters.
- Jean de Merode (°1926), trouwde in 1954 met Hélène des Roys d'Eschandelys (°1932). Echtscheiding in 2009 en nieuw huwelijk datzelfde jaar met Jacqueline Codet de Cazaubon (°1934).
- Marie-Salvatrix de Merode (1928-1998), trouwde in 1959 met burggraaf Gérard le Hardÿ de Beaulieu (1921-1998), gemeenteraadslid van Gosselies, gedeputeerde van Henegouwen en volksvertegenwoordiger, kleinzoon van baron Albert d'Huart.
- Élisabeth de Merode (1933-2015), trouwde in 1955 met Henri de Potter d'Indoye (1930-1996), burgemeester van Melle.

### Loopbaan
In 1930 werd de Merode militair en officier van het Eerste regiment Gidsen. In mei 1940 werd hij als krijgsgevangene weggevoerd.
In 1950-1951 was prins de Merode Grootmaarschalk van het Hof. Hij begeleidde de jonge koning Boudewijn in de protocollaire aspecten van zijn ambt, tijdens zijn eerste jaar op de troon. Hij was ook commissaris namens de Koninklijke Schenking van de holding Société générale de Belgique.
Merode was verder:
- ridder in de Orde van het Gulden Vlies, Oostenrijkse tak (1972),
- ridder in de Souvereine Orde van Malta, baljuw, grootkruis van eer en devotie,
- voorzitter van de Vereniging van de Belgische ridders van de Orde van Malta.

### Verenigingsleven
De Merode was voorzitter van de Vereniging van de Adel en voorzitter van de Vereniging van de Leopoldsorde.
Hij was vanaf 1952 bestuurder en vanaf 1955 voorzitter van de Koninklijke Automobiel Club van België. Hij speelde een actieve rol in het organiseren van Touring Wegenhulp en in door de Automobiel Club georganiseerde sportevenementen. 
In 1959 werd hij lid van het uitvoerend comité en ondervoorzitter van de Fédération Internationale de l'Automobile. In 1966 werd hij voorzitter van het financieel comité van de FIA en in 1971 werd hij verkozen tot voorzitter van de FIA, wat hij bleef tot in 1975. Hij was ook ondervoorzitter van de World Touring and Automobile Organization.
Zoals zijn voorvaders speelde de Merode ook een rol in de gemeente Everberg. Hij was er onder meer erevoorzitter van de oud-strijders en fanfare De Eendracht.